# Sebastian Rochford

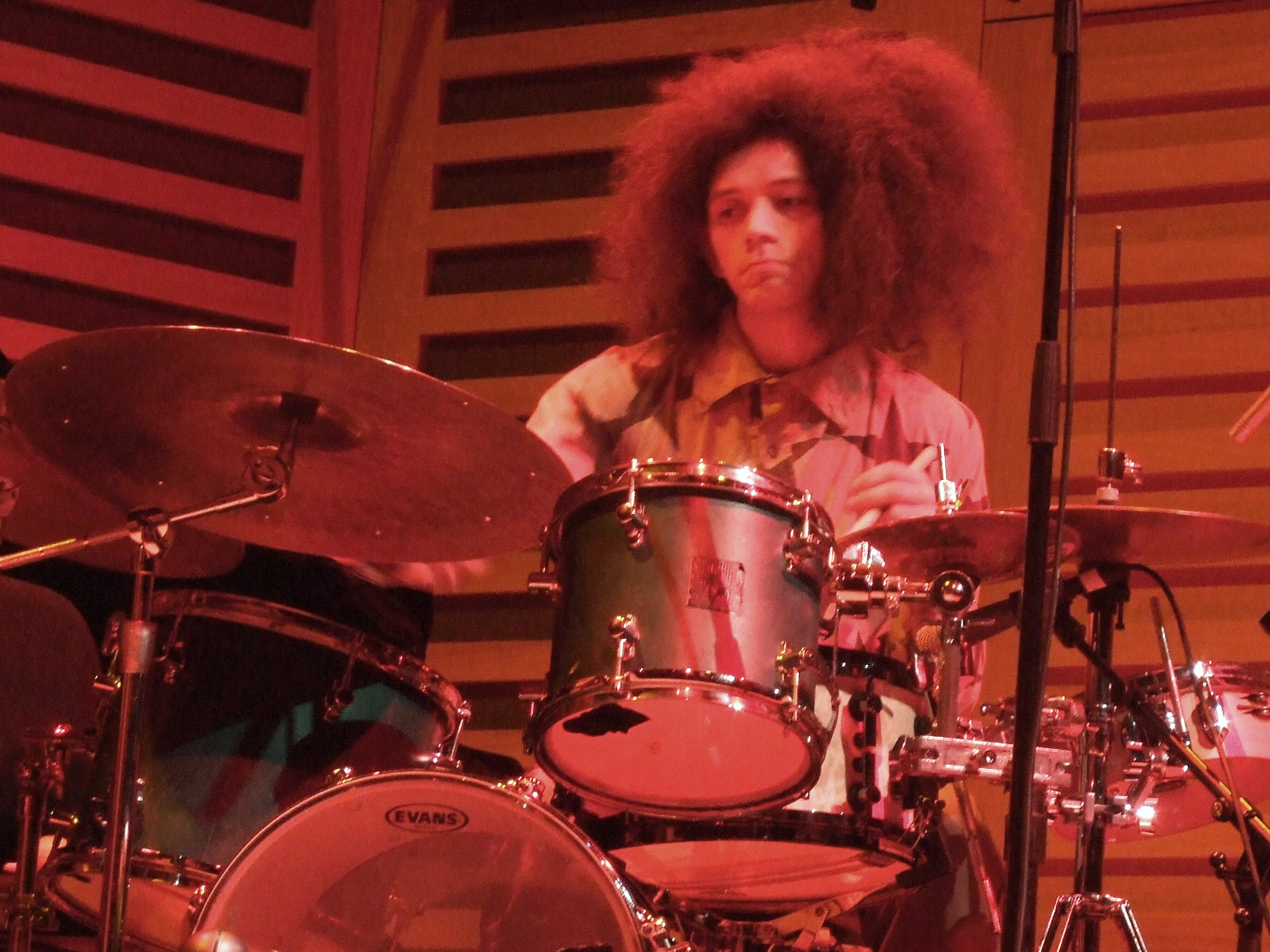
Sebastian Rochford 2008

Sebastian Rochford, auch Seb Rochford, (* 20. November 1973 in Aberdeen) ist ein britischer Komponist, Schlagzeuger und Bandleader (Crossover-Jazz, Experimentelle Musik).

## Leben und Wirken
Rochford stammt aus einer musikalischen Familie. Er spielte seit dem zehnten Lebensjahr Schlagzeug und studierte in Newcastle Schlagzeug und Komposition. 1997 zog er nach London. Gemeinsam mit dem Saxophonisten Pete Wareham betrieb er in den 2000er Jahren die Punk-Jazz und Fusion-Band Acoustic Ladyland, die 2005 die Jazz Awards der BBC gewannen und vier Alben veröffentlichte (darunter Camouflage 2004, Last Chance Disco 2005) und bestand zwischen 1999 und 2010. 2004 gründete er mit Pete Wareham und dem Saxophonisten Mark Lockheart, dem Bassisten Tom Herbert (der auch in Acoustic Ladyland mitspielte) und Leafcutter John an der Elektronik die Band Polar Bear im Crossover-Bereich von Jazz, Punk, Groove, Electronica und experimenteller Musik. Ihr erstes Album Dim Lit erschien 2004, ihr zweites Album Held on the Tips of Fingers (Babel, 2005) wurde von Jazzwise unter die The 100 Jazz Albums That Shook the World gewählt, war für den Mercury Music Prize nominiert und fand in der britischen Musikpresse sehr positive Rezeption. Bis 2015 erschienen vier weitere Alben.
Rochford gehörte zudem von 2011 bis 2019 zum Quartett Sons of Kemet. Er spielte auch mit Andy Sheppard (unter anderem im Trio Libero, zusätzlich mit Michel Benita), Théo Girard (im Trio), Brian Eno und David Byrne (auf Everything That Happens Will Happen Today 2008), der Pianistin Joanna MacGregor (und Britten Sinfonia), Adele, Stan Tracey, Hugh Hopper, Bojan Z, Yoko Ono, Marc Ribot, Herbie Hancock, Patti Smith (auf Tour), Brigitte Fontaine, Juliet Kelly, Rokia Traoré und Pete Doherty (zum Beispiel auf Babyshambles 2004). Zu hören ist er auch auf Ruth Gollers Skyllumina (2024).
Rochford ist seit 2016 mit der Saxophonistin Matana Roberts verheiratet.
2004 erhielt er den BBC Jazz Award als bester Newcomer (Rising Star). Er wurde zweimal für den Mercury Prize nominiert.

## Diskograpische Hinweise
- A Short Diary (ECM 2023, mit Kit Downes)[3]

mit Polar Bear
- Dim Lit, Babel/Leaf 2004
- Held on the Tips of Fingers, Babel/Leaf 2005
- Polar Bear, Tin Angle/Leaf 2008
- Peepers, The Leaf Label 2010
- In Each and Every One, The Leaf Label 2014
- Same as You, The Leaf Label 2015